# Maccabi Tel Awiw
Maccabi Tel Awiw Football Club (hebr. מכבי תל-אביב) – założony w 1906 roku izraelski klub piłkarski z siedzibą w Tel Awiwie.

## Osiągnięcia
- Mistrz Izraela (26): 1935/36, 1936/37, 1938/39, 1940/41, 1946/47, 1949/50, 1951/52, 1953/54, 1955/56, 1957/58, 1967/68, 1969/70, 1971/72, 1976/77, 1978/79, 1991/92, 1994/95, 1995/96, 2002/03, 2012/13, 2013/14, 2014/15, 2018/19, 2019/20, 2023/24, 2024/25
- Puchar Izraela (24): 1928/29, 1929/30, 1932/33, 1940/41, 1945/46, 1946/47, 1953/54, 1954/55, 1957/58, 1958/59, 1963/64, 1964/65, 1966/67, 1969/70, 1976/77, 1986/87, 1987/88, 1993/94, 1995/96, 2000/01, 2001/02, 2004/05, 2014/15, 2020/21
- Azjatycka Liga Mistrzów: 1968/69, 1970/71

## Obecny skład
Stan na 27 kwietnia 2018 roku
| Nr | Poz. | Piłkarz                                             |
| -- | ---- | --------------------------------------------------- |
| 1  | BR   | Daniel Lifshitz                                     |
| 2  | OB   | Eli Dasa                                            |
| 3  | OB   | Juwal Szpungin                                      |
| 5  | OB   | Jean-Sylvain Babin (wypożyczony ze Sportingu Gijón) |
| 6  | PO   | José Rodríguez (wypożyczony z 1. FSV Mainz 05)      |
| 7  | PO   | Omer Atzili                                         |
| 9  | NA   | Viðar Kjartansson                                   |
| 10 | NA   | Barak Jicchaki                                      |
| 11 | NA   | Nick Blackman (wypożyczony z Derby County)          |
| 13 | PO   | Szeran Jeni (kapitan)                               |
| 15 | PO   | Dor Micha                                           |
| 16 | NA   | Eliran Atar                                         |

| Nr | Poz. | Piłkarz                                       |
| -- | ---- | --------------------------------------------- |
| 17 | PO   | Gidi Kanyuk (wypożyczony z Paxtakor Taszkent) |
| 18 | OB   | Etan Tibi                                     |
| 19 | BR   | Daniel Tenenbaum                              |
| 22 | PO   | Awi Rikan                                     |
| 23 | PO   | Ejal Golasa                                   |
| 25 | NA   | Aaron Schoenfeld                              |
| 26 | OB   | Tal Ben Chajjim                               |
| 27 | OB   | Ofir Davidzada (wypożyczony z KAA Gent)       |
| 28 | PO   | Cristian Battocchio                           |
| 42 | PO   | Dor Peretz                                    |
| 95 | BR   | Predrag Rajković                              |

## Trenerzy w historii klubu
- Emanuel Gur-Arie (1910s)
- Szimon Ratner (192?–34)
- Egon Pollack (1934–39)
- Armin Weiss (1939–41)
- Egon Pollack (1941–47)
- Jerry Bet Halewi (1947–52)
- Gaul Mechlis (1952–53)
- Jerry Bet Halewi (1953–57)
- Yosef Tessler (1957–59)
- Josef Merimowicz (1959–61)
- Ignac Molnár (1961–62)
- Israel Chlibner (1962–62)
- Slabolo Stankovic i  Jery Bet-Halevy (1962–64)
- Eliezer Spiegel (1966–67)
- Zvi Erlich (1967–67)
- Israel Chlibner (1967–68)
- Josef Merimowicz (1968–69)
- Dawid Schweitzer (1969–70)
- Israel Chlibner (1970–71)
- Jicchak Szne’ur (1971–72)
- Josef Merimowicz (1972–73)

- Jicchak Szne’ur (1973–76)
- Ja’akow Grundman (1976–77)
- Shmulik Perlman (1977–78)
- Nissim Bachar (1978–79)
- Cewi Rosen (1979–80)
- Ze’ew Seltzer (1980–81)
- Ja’akow Grundman (1981–82)
- Nissim Bachar (1982–83)
- Dawid Schweitzer (1983–85)
- Jicchak Szne’ur (1983–85)
- Shimon Shenhar (1985–87)
- Gijjora Spiegel i  Dror Bar-Nur (1987–88)
- Josef Merimowicz (1988–89)
- Nissim Bachar (1989–90)
- Cewi Rosen (1990–91)
- Awraham Grant (lipiec 1991–czerwiec 1995)
- Dror Kasztan (lipiec 1995–czerwiec 1996)
- Awraham Grant (lipiec 1996–czerwiec 2000)
- Szelomo Szarf (2000)
- Nir Lewin (2000–02)
- Nir Klinger (lipiec 2002–grudzień 2005)

- Ton Caanen (grudzień 2005–maj 2006)
- Eli Kohen (2006–07)
- Nir Lewin (2007–08)
- Ran Ben Szimon (2008)
- Marco Balbul (oficjalnie Awi Nimni, lipiec 2008–październik 2009)
- Nir Lewin (oficjalnie Awi Nimni, 2009–10)
- Josi Mizrachi (oficjalnie Awi Nimni, lipiec 2010–styczeń 2011)
- Itzik Ovadia (2011), (tymczasowy)
- Motti Ivanir (styczeń 2011–grudzień 2011)
- Nir Lewin (tymczasowy) (grudzień 2011–maj 2012)
- Óscar García (czerwiec 2012–maj 2013)
- Paulo Sousa (czerwiec 2013–maj 2014)
- Óscar García (czerwiec 2014–sierpień 2014)
- Pako Ayestarán (sierpień 2014–czerwiec 2015)
- Slaviša Jokanović (czerwiec 2015-grudzień 2015)
- Peter Bosz (styczeń 2016-maj 2016)
- Szota Arweladze (od czerwca 2016 do stycznia 2017)
- Lito Vidigal (od stycznia 2017 do czerwca 2017)
- Jordi Cruijff (od lipca 2017 do maja 2018)
- Vladimir Ivić (od maja 2018)